# Bus-couchette

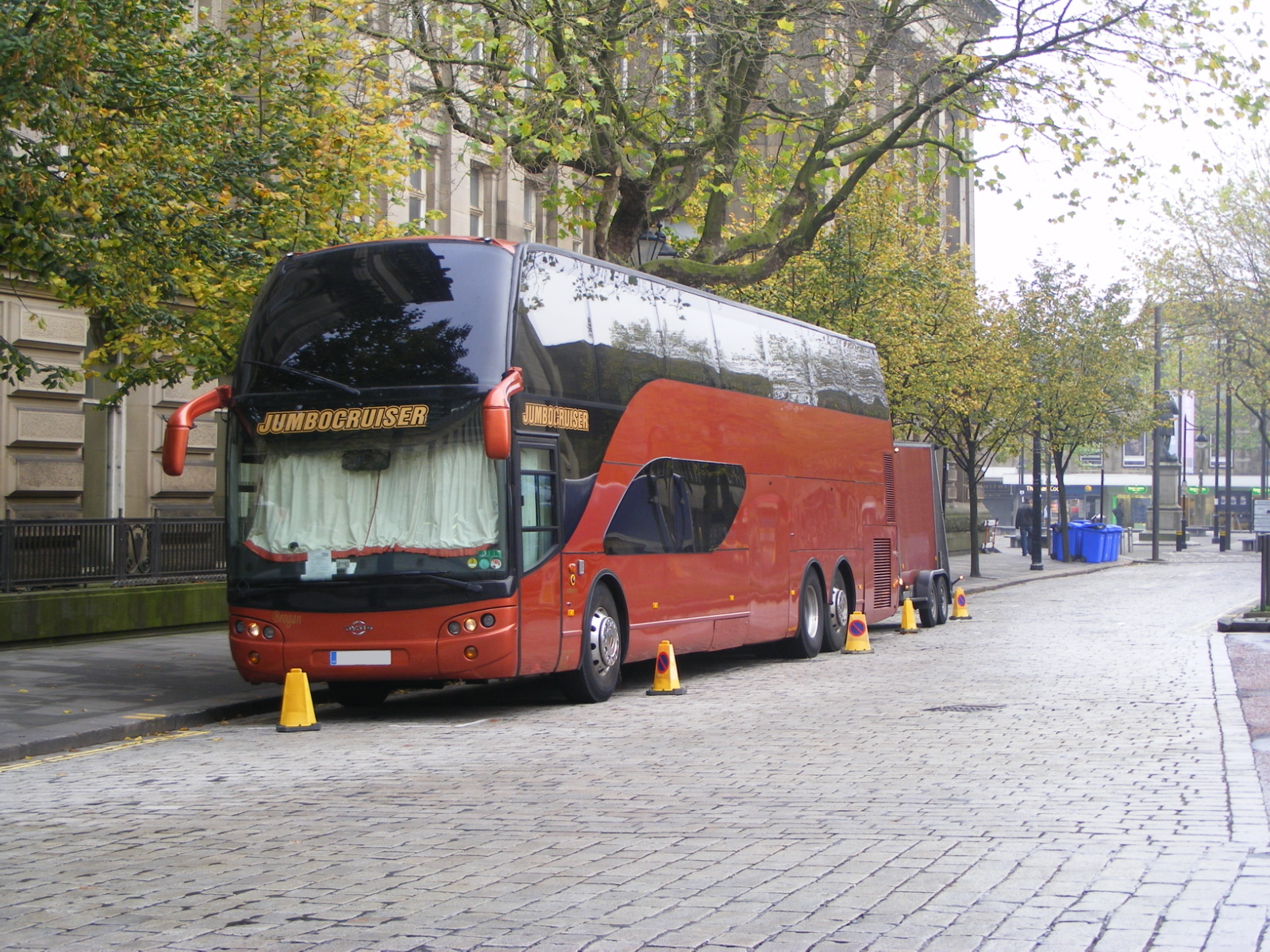
Bus-couchette au Royaume-Uni

Un bus-couchette est un transport collectif avec couchette en bus, pour les transports routiers de personnes longue distance. Ce type de transport est principalement développé en Chine, Inde et Viêt Nam. Il y en a eu au Royaume-Uni entre les années 1920 et début 1930, une ligne a repris entre 2011 et 2017. Les États-Unis ont commencé à en mettre en opération en 2017 en Californie.

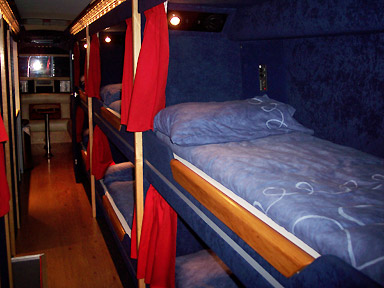
Couchette dans un Jumbocruiser
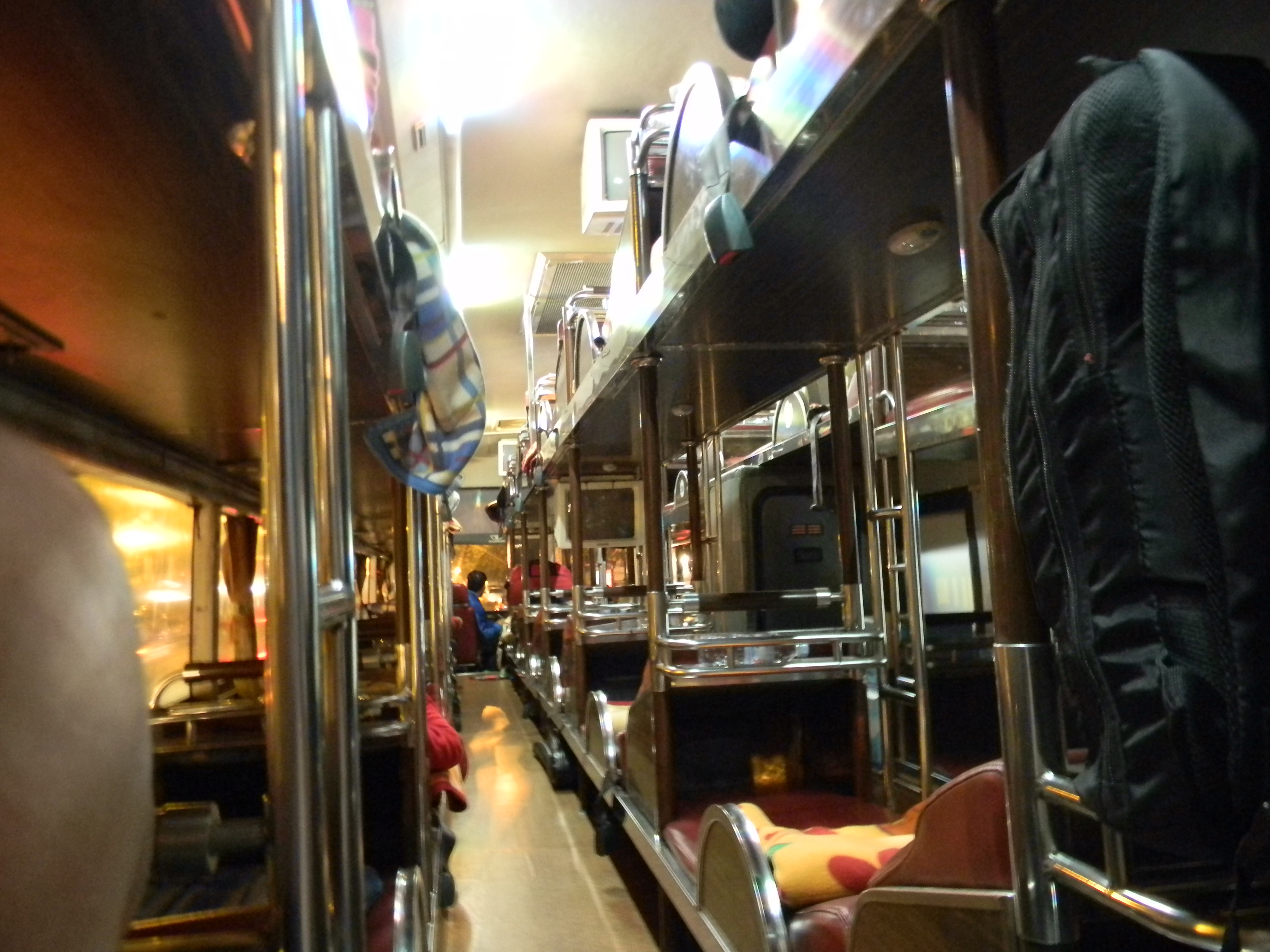
Bus couchette au Viêt Nam
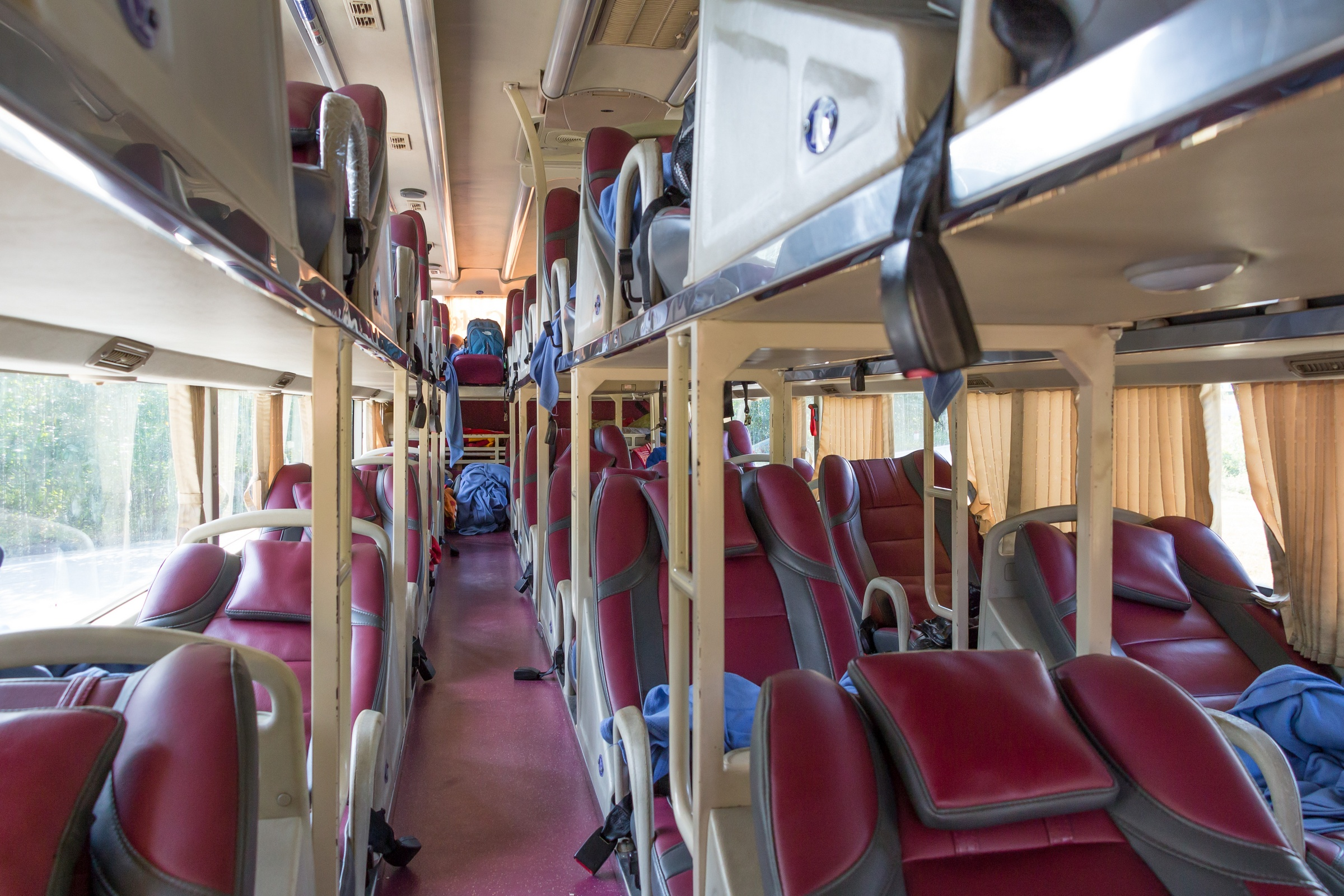
Utilisation de couchettes inclinées au Viêt Nam
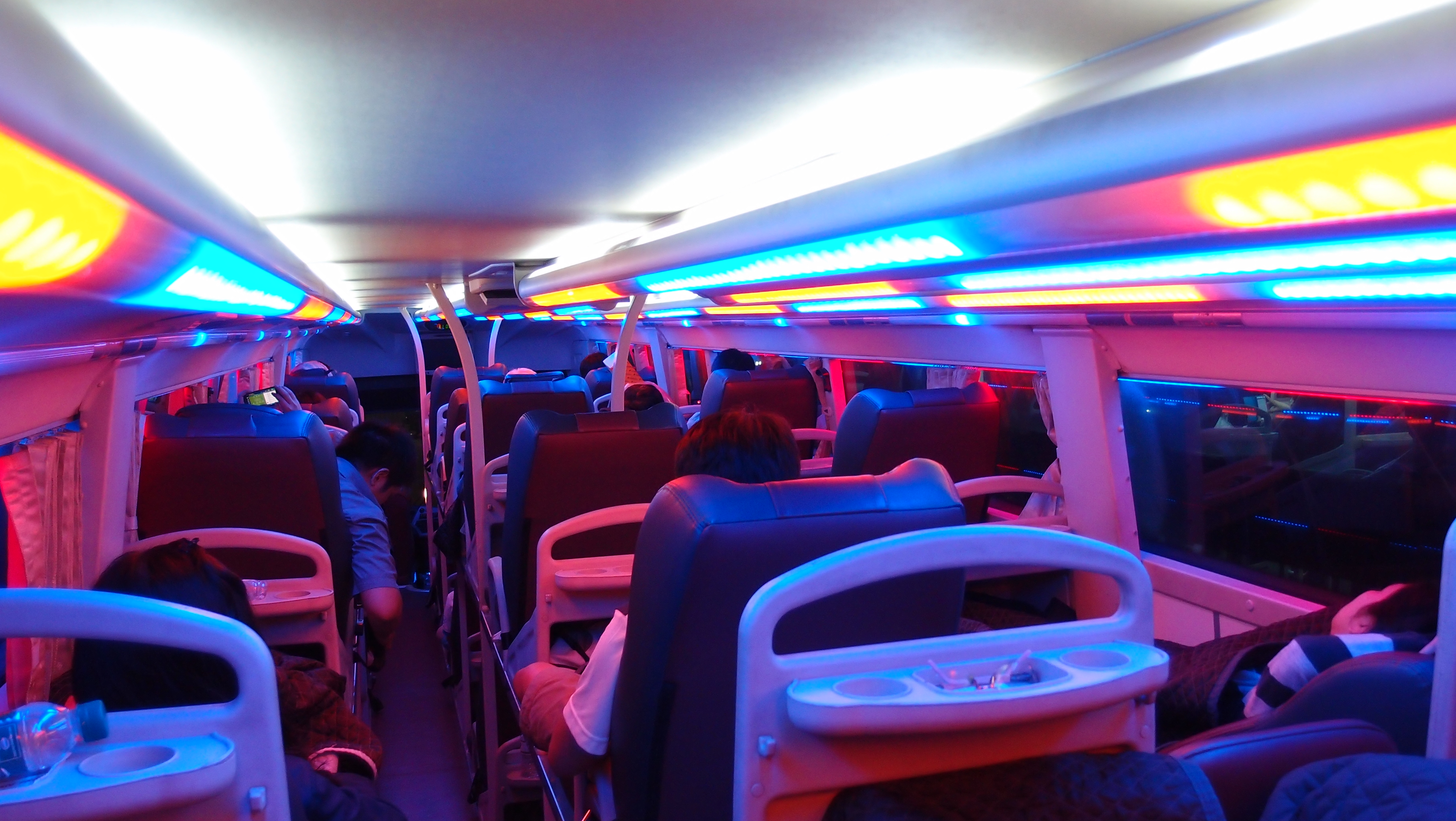
Lumières d'ambiance au moment du départ.
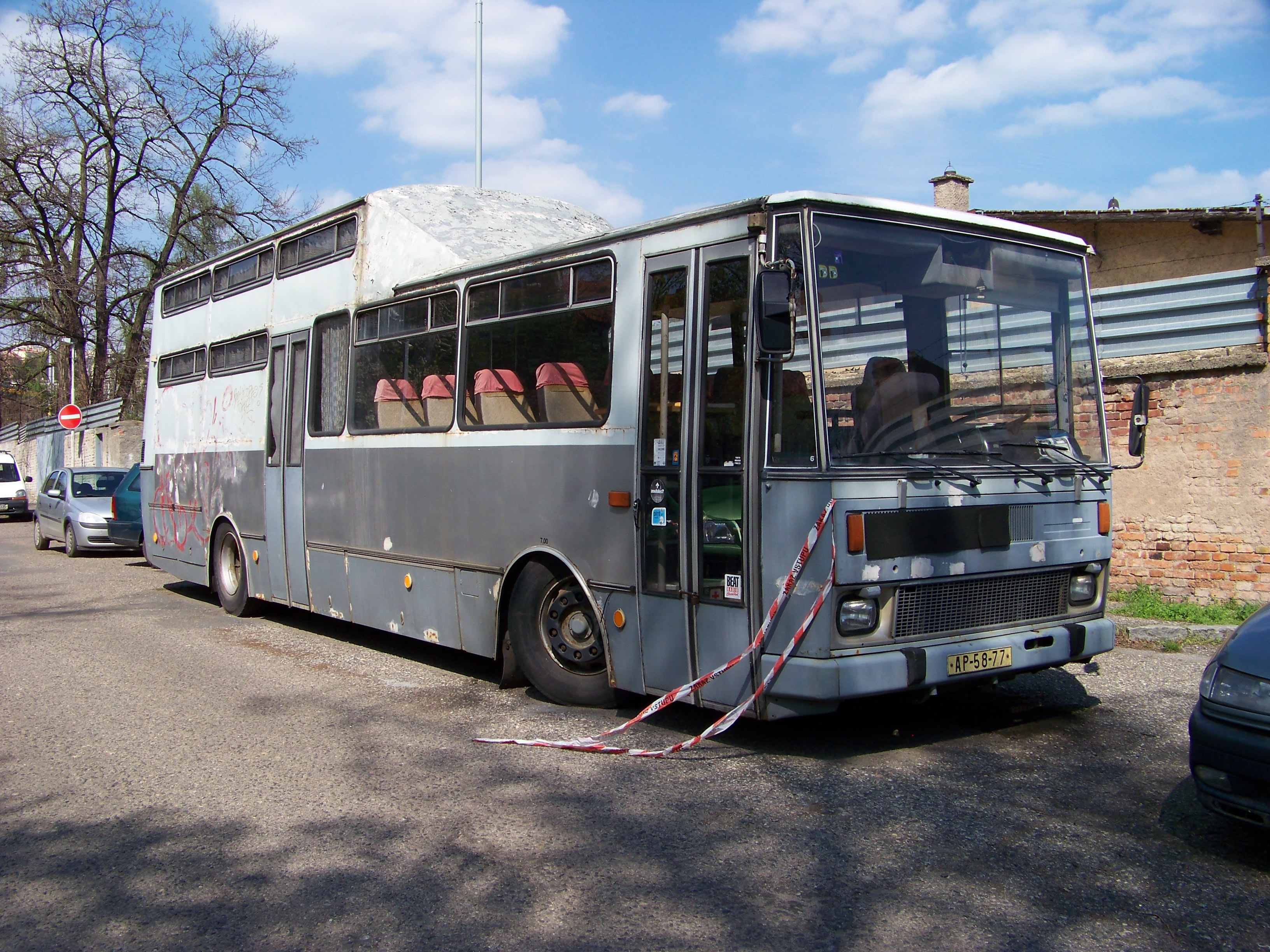
Bus avec compartiment assis et compartiment couchette à l'arrière en Tchéquie
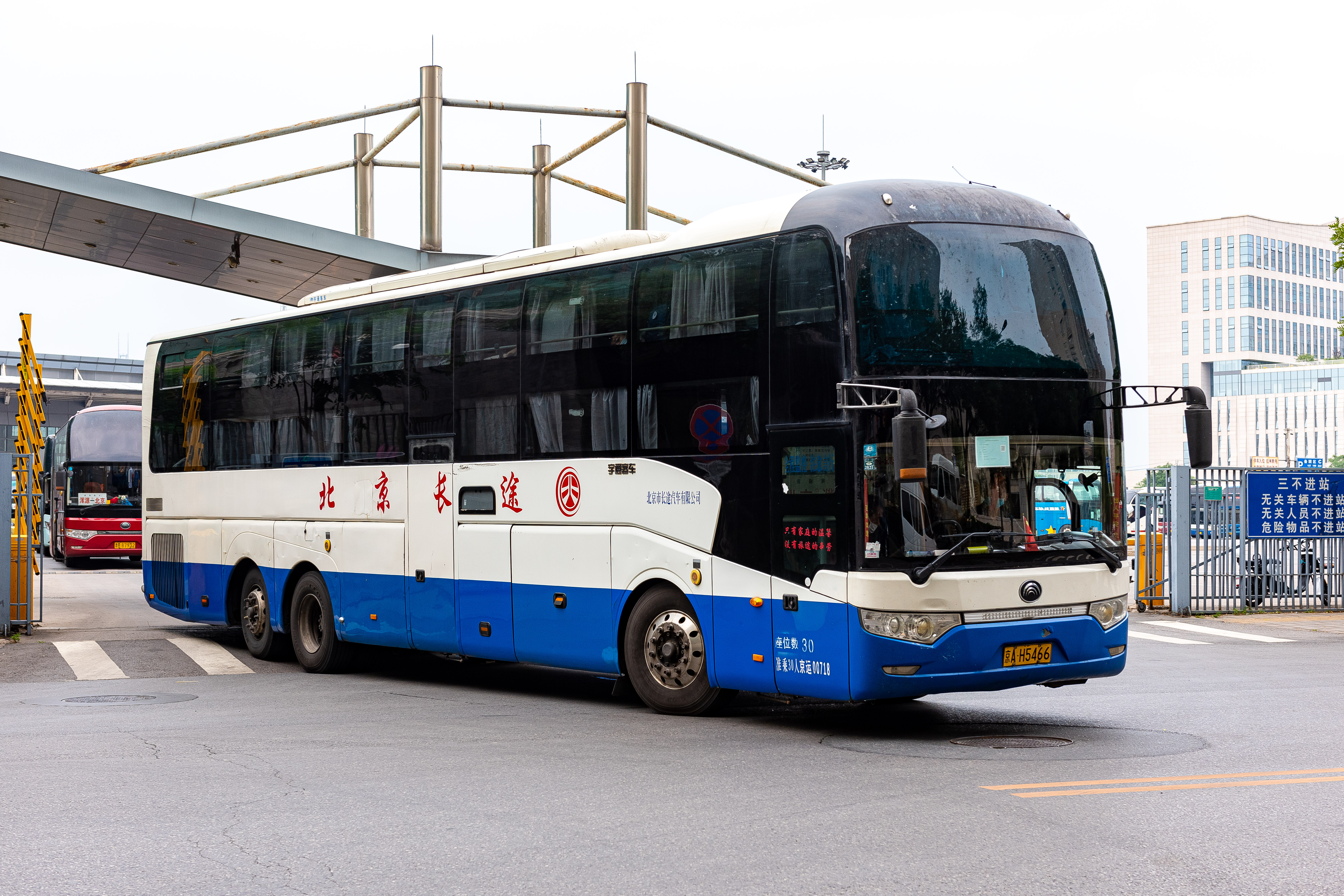
Bus couchette de la société Yutong à Pékin
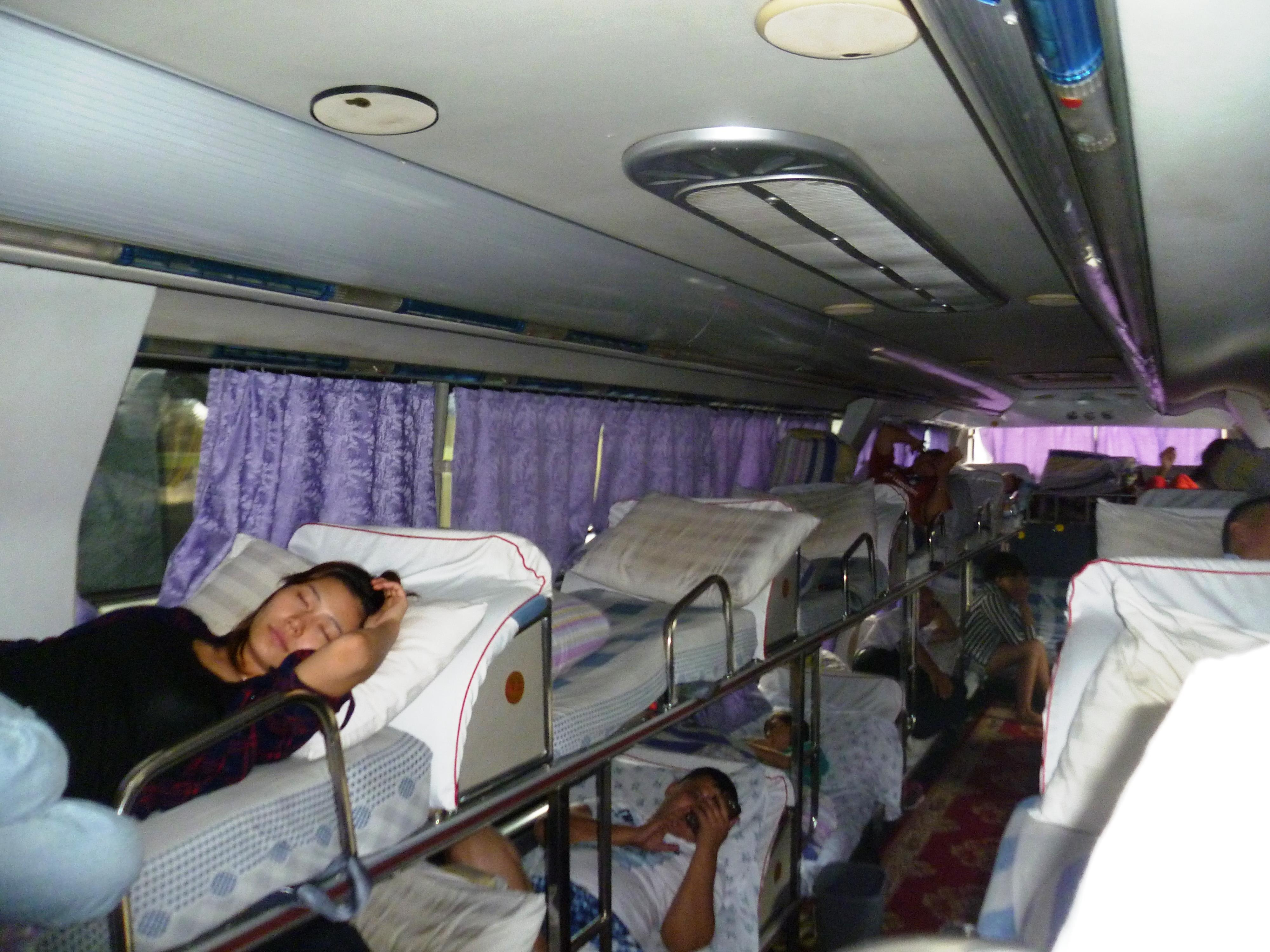
Bus demi-couchettes entre Almaty (Kazakhstan) et Urumqi (Chine)
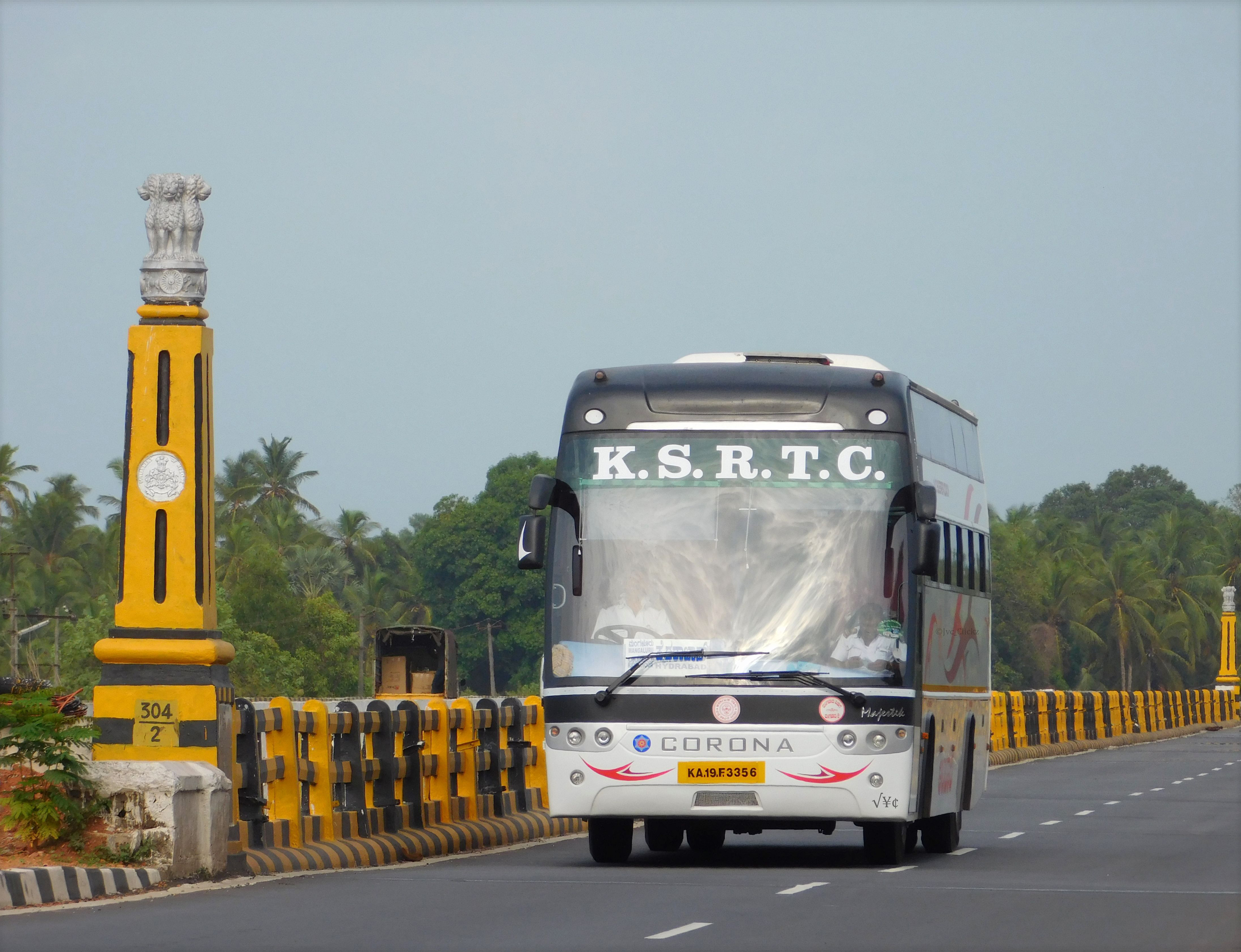
Sur le trajet Bengalore - Hyderabad en Inde
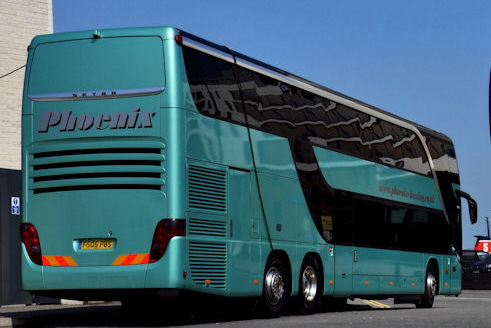
À Belfast, Irlande du Nord